# Sparrow Records
Sparrow Records é uma gravadora de música cristã, afiliado ao Universal Music Group e com sede em Brentwood (Tennessee) nos Estados Unidos.

## História
A Sparrow Records foi fundada em 1976 por Billy Ray Hearn, formado em música cristã pela Universidade Baylor.  Barry McGuire é o primeiro artista a assinar com o rótulo. Em 1992, Grupo EMI adquiriu o rótulo.  Em 2012, o selo foi adquirido pelo Capitol Christian Music Group do Universal Music Group. 